# Chef du Parti travailliste (Royaume-Uni)
Le chef du Parti travailliste (en anglais : Leader of the Labour Party) est le dirigeant du Parti travailliste britannique.
Keir Starmer est l'actuel chef du Parti travailliste. Il est élu le 4 avril 2020. Il occupe également le poste de Premier ministre du Royaume-Uni depuis le 5 juillet 2024 à la suite de la victoire de son parti aux élections générales de 2024.

## Élection
Depuis l'élection de 2015, le chef du Parti travailliste est élu selon un système « un membre, une voix » dans lequel les adhérents au Parti, les adhérents aux syndicats affiliés et les députés ont chacun une voix. Le scrutin a lieu selon le système du vote alternatif.
De 1980 à 2015, un système de collèges était utilisé : les adhérents, les membres affiliés (syndicats) et le parti parlementaire (députés) formaient chacun un collège pesant pour un tiers du résultat.
Toutefois, pour être candidat une personne doit dans tous les cas recevoir le soutien d'au moins 15 % des députés.

## Liste
Les chefs devenus Premier ministre sont en gras, les chefs par intérim sont en italique.
| Chef                     | Chef                            | Nation de naissance | Circonscription                       | Début de mandat    | Fin de mandat      | Premier ministre | Premier ministre                             |
| ------------------------ | ------------------------------- | ------------------- | ------------------------------------- | ------------------ | ------------------ | ---------------- | -------------------------------------------- |
| James Keir Hardie        |                                 | Écosse              | Merthyr Tydfil                        | 17 février 1906    | 22 janvier 1908    |                  | Campbell-Bannerman jusqu'en avril 1908       |
| Arthur Henderson         |                                 | Écosse              | Barnard Castle                        | 22 janvier 1908    | 14 février 1910    |                  | Campbell-Bannerman jusqu'en avril 1908       |
| Arthur Henderson         | Herbert Henry Asquith 1908–16   | Écosse              | Barnard Castle                        | 22 janvier 1908    | 14 février 1910    |                  |                                              |
| George Nicoll Barnes     |                                 | Écosse              | Glasgow Blackfriars and Hutchesontown | 14 février 1910    | 6 février 1911     |                  |                                              |
| Ramsay MacDonald         |                                 | Écosse              | Leicester                             | 6 février 1911     | 5 août 1914        |                  |                                              |
| Arthur Henderson         |                                 | Écosse              | Barnard Castle                        | 5 août 1914        | 24 octobre 1917    |                  |                                              |
| Arthur Henderson         | Lloyd George 1916–22            | Écosse              | Barnard Castle                        | 5 août 1914        | 24 octobre 1917    |                  |                                              |
| William Adamson          |                                 | Écosse              | West Fife                             | 24 octobre 1917    | 14 février 1921    |                  |                                              |
| John Clynes              |                                 | Angleterre          | Manchester Platting                   | 14 février 1921    | 21 novembre 1922   |                  |                                              |
| John Clynes              | Law 1922–23                     | Angleterre          | Manchester Platting                   | 14 février 1921    | 21 novembre 1922   |                  |                                              |
| Ramsay MacDonald         |                                 | Écosse              | Aberavon                              | 21 novembre 1922   | 1er septembre 1931 |                  |                                              |
| Ramsay MacDonald         | Baldwin 1923–24                 | Écosse              | Aberavon                              | 21 novembre 1922   | 1er septembre 1931 |                  |                                              |
| Ramsay MacDonald         | Lui-même 1924                   | Écosse              | Aberavon                              | 21 novembre 1922   | 1er septembre 1931 |                  |                                              |
| Ramsay MacDonald         | Baldwin 1924–29                 | Écosse              | Aberavon                              | 21 novembre 1922   | 1er septembre 1931 |                  |                                              |
| Ramsay MacDonald         | Lui-même 1929–31                | Écosse              | Aberavon                              | 21 novembre 1922   | 1er septembre 1931 |                  |                                              |
| Arthur Henderson         |                                 | Écosse              | Burnley                               | 1er septembre 1931 | 25 octobre 1932    |                  | MacDonald 1931–35                            |
| George Lansbury          |                                 | Angleterre          | Bow and Bromley                       | 25 octobre 1932    | 8 octobre 1935     |                  | MacDonald 1931–35                            |
| Clement Attlee           |                                 | Angleterre          | Limehouse                             | 8 octobre 1935     | 14 décembre 1955   |                  | Baldwin 1935–37                              |
| Clement Attlee           | Chamberlain 1937–40             | Angleterre          | Limehouse                             | 8 octobre 1935     | 14 décembre 1955   |                  |                                              |
| Clement Attlee           | Churchill 1940–45               | Angleterre          | Limehouse                             | 8 octobre 1935     | 14 décembre 1955   |                  |                                              |
| Clement Attlee           | Lui-même 1945–51                | Angleterre          | Limehouse                             | 8 octobre 1935     | 14 décembre 1955   |                  |                                              |
| Clement Attlee           | Churchill 1951–55               | Angleterre          | Limehouse                             | 8 octobre 1935     | 14 décembre 1955   |                  |                                              |
| Clement Attlee           | Eden 1955–57                    | Angleterre          | Limehouse                             | 8 octobre 1935     | 14 décembre 1955   |                  |                                              |
| Hugh Gaitskell           |                                 | Angleterre          | Leeds South                           | 14 décembre 1955   | 18 janvier 1963    |                  |                                              |
| Hugh Gaitskell           | Macmillan 1957–63               | Angleterre          | Leeds South                           | 14 décembre 1955   | 18 janvier 1963    |                  |                                              |
| George Brown intérim     |                                 | Angleterre          | Belper                                | 18 janvier 1963    | 14 février 1963    |                  |                                              |
| Harold Wilson            |                                 | Angleterre          | Huyton                                | 14 février 1963    | 5 avril 1976       |                  |                                              |
| Harold Wilson            | Douglas-Home 1963–64            | Angleterre          | Huyton                                | 14 février 1963    | 5 avril 1976       |                  |                                              |
| Harold Wilson            | Lui-même 1964–70                | Angleterre          | Huyton                                | 14 février 1963    | 5 avril 1976       |                  |                                              |
| Harold Wilson            | Heath 1970–74                   | Angleterre          | Huyton                                | 14 février 1963    | 5 avril 1976       |                  |                                              |
| Harold Wilson            | Lui-même 1974–76                | Angleterre          | Huyton                                | 14 février 1963    | 5 avril 1976       |                  |                                              |
| James Callaghan          |                                 | Angleterre          | Cardiff South East                    | 5 avril 1976       | 10 novembre 1980   |                  | Lui-même 1976–79                             |
| James Callaghan          | Thatcher 1979–90                | Angleterre          | Cardiff South East                    | 5 avril 1976       | 10 novembre 1980   |                  |                                              |
| Michael Foot             |                                 | Angleterre          | Ebbw Vale                             | 10 novembre 1980   | 2 octobre 1983     |                  |                                              |
| Neil Kinnock             |                                 | Pays de Galles      | Islwyn                                | 2 octobre 1983     | 18 juillet 1992    |                  |                                              |
| Neil Kinnock             | Major 1990–97                   | Pays de Galles      | Islwyn                                | 2 octobre 1983     | 18 juillet 1992    |                  |                                              |
| John Smith               |                                 | Écosse              | Monklands East                        | 18 juillet 1992    | 12 mai 1994        |                  |                                              |
| Margaret Beckett intérim |                                 | Angleterre          | Derby South                           | 12 mai 1994        | 21 juillet 1994    |                  |                                              |
| Tony Blair               |                                 | Écosse              | Sedgefield                            | 21 juillet 1994    | 24 juin 2007       |                  |                                              |
| Tony Blair               | Lui-même 1997–2007              | Écosse              | Sedgefield                            | 21 juillet 1994    | 24 juin 2007       |                  |                                              |
| Gordon Brown             |                                 | Écosse              | Kirkcaldy and Cowdenbeath             | 24 juin 2007       | 11 mai 2010        |                  | Lui-même                                     |
| Harriet Harman intérim   |                                 | Angleterre          | Camberwell and Peckham                | 11 mai 2010        | 25 septembre 2010  |                  | Cameron 2010–2016                            |
| Ed Miliband              |                                 | Angleterre          | Doncaster North                       | 25 septembre 2010  | 8 mai 2015         |                  | Cameron 2010–2016                            |
| Harriet Harman intérim   |                                 | Angleterre          | Camberwell and Peckham                | 8 mai 2015         | 12 septembre 2015  |                  | Cameron 2010–2016                            |
| Jeremy Corbyn            |                                 | Angleterre          | Islington North                       | 12 septembre 2015  | 4 avril 2020       |                  | Cameron 2010–2016                            |
| Jeremy Corbyn            | May 2016-2019 Johnson 2019-2020 | Angleterre          | Islington North                       | 12 septembre 2015  | 4 avril 2020       |                  |                                              |
| Keir Starmer             |                                 | Angleterre          | Holborn and St Pancras                | 4 avril 2020       | en fonction        |                  | Johnson 2020-2022 Truss 2022 Sunak 2022-2024 |
| Keir Starmer             | Lui-même depuis 2024            | Angleterre          | Holborn and St Pancras                | 4 avril 2020       | en fonction        |                  |                                              |

## Chef adjoint
Le chef adjoint est élu en même temps mais séparément que le chef du Parti selon le même mode de scrutin.